# Aeroportul Sierra Maestra
Aeroportul Sierra Maestra (IATA: MZO, ICAO: MUMZ) este un aeroport din Manzanillo, Granma Province⁠(d), Cuba ce deservește zona Manzanillo.
Situat la o altitudine de 34 m, aeroportul dispune de 1 pistă.

## Infrastructură

### Piste
Aeroportul dispune de o singură pistă. Pista 08/26 are suprafața de asfalt și dimensiunile 3.000 m × 45 m. 